# Adléta z Anjou
Adléta z Anjou (francouzsky Adélaïde d'Anjou, 947? – 1026) byla manželka pozdějšího západofranského krále Ludvíka V.

## Život
Adlétiným otcem byl hrabě Fulko II. z Anjou a Gerberga. Adléta byla celkem pětkrát vdaná. Poprvé si vzala Štěpána z Gévaudanu, po jeho smrti v roce 970 se provdala za hraběte Raymonda z Toulouse, který zemřel v roce 978. Roku 982 si Adléta vzala následníka západofranského trůnu Ludvíka. Ten byl ale o 19 let mladší a tento velký věkový rozdíl zapříčinil rozvod bezdětného manželství již v roce 984.
Adléta uprchla do Arles, kde si mezi roky 984 až 986, proti vůli papeže, vzala Viléma, hraběte z Arles a markraběte z Provence, který zemřel v roce 993. Její poslední svatba se konala před rokem 1016, kdy si pravděpodobně vzala burgundského hraběte Otu Viléma. Zemřela roku 1026, pohřbena byla v nekropoli provensálských hrabat v benediktinském klášteře Montmajour.